# 村松貞次郎
村松 貞次郎（むらまつ ていじろう、1924年6月30日 - 1997年8月29日）は、日本の建築史家。東京大学名誉教授。

## 来歴
静岡県島田市出身、旧制八高を経て東京大学第二工学部建築学科卒業。1973年、『大工道具の歴史』で毎日出版文化賞受賞。1974年、東京大学生産技術研究所教授。1983年、日本近代建築の評価に基づく都市計画の業績により日本建築学会賞受賞。1984年、定年退官、法政大学教授、明治村館長を務めた。門下生の一人が藤森照信。
日本の建築生産について研究を進め、煉瓦造・鉄筋コンクリート造などの新しい技術が導入される過程を労作『日本近代建築技術史』にまとめた。また、同時代の建築に関わるルポとして、『現代建築をつくる人々 設計組織ルポ』（浜口隆一と共著）がある。伝統的な職人の技術にも注目し、『大工道具の歴史』『道具曼陀羅』などを著した。

## 著書
- 日本建築技術史 地人書館, 1959
- 日本近代建築史ノート 西洋館を建てた人々 世界書院, 1965
- 日本建築家山脈 鹿島出版会, 1965、復刻版2005
- 大工道具の歴史 岩波書店〈岩波新書〉, 1973
- 日本近代建築技術史 彰国社, 1976
- お雇い外国人 建築・土木 鹿島出版会, 1976
- 道具曼陀羅 毎日新聞社, 1976
- 日本近代建築の歴史 日本放送出版協会〈NHKブックス〉, 1977、岩波現代文庫, 2005
- 鍛冶の旅 わが懐しの鍛冶まんだら 芸艸堂, 1985
- 町並み巡り 故里を訪ねて 新建築社, 1985
- やわらかいものへの視点 異端の建築家伊藤為吉 岩波書店, 1994
- 道具と手仕事 岩波書店, 1997、新装版・岩波人文書セレクション, 2014
- 新道具曼陀羅 毎日新聞社, 1997

## 共著・編著
- 明治の洋風建築 近代の美術 至文堂, 1974
- 日本の様式建築 堀勇良 新建築社, 1976
- 日本近代建築史再考 虚構の崩壊 新建築社, 1977
- 様式創造の試み 建築文化論と保存の図集 造一級建築士事務所, 1984